# يان فرايد
يان فرايد (بالإنجليزية: Ian Fried)‏ هو كاتب سيناريو أمريكي، ولد في 1986 في أوماها في الولايات المتحدة.

## وصلات خارجية
- يان فرايد على موقع IMDb (الإنجليزية)
- يان فرايد على موقع ألو سيني (الفرنسية)
- يان فرايد على موقع قاعدة بيانات الفيلم (الإنجليزية)
- يان فرايد على موقع كينوبويسك (الروسية)